# Fontana Richard Strauss
La fontana Richard Strauss Brunnen è una fontana di Monaco di Baviera dedicata a Richard Strauss.
Fu progettata e realizzata da Hans Wimmer nel 1962 per onorare il grande compositore di Monaco Richard Strauss. Si trova nella via Neuhauserstrasse, nella zona pedonale della vecchia Monaco, davanti alla Michaelskirche, chiesa di San Michele, con l'ex monastero gesuita. La fontana è stata concepita in forma di colonna antica tutta di bronzo. Attorno alla colonna scene tratta dall'opera Salomè, opera  fu rappresentata nel 1905 e che si ispira al Vecchio Testamento.

## Galleria d'immagini

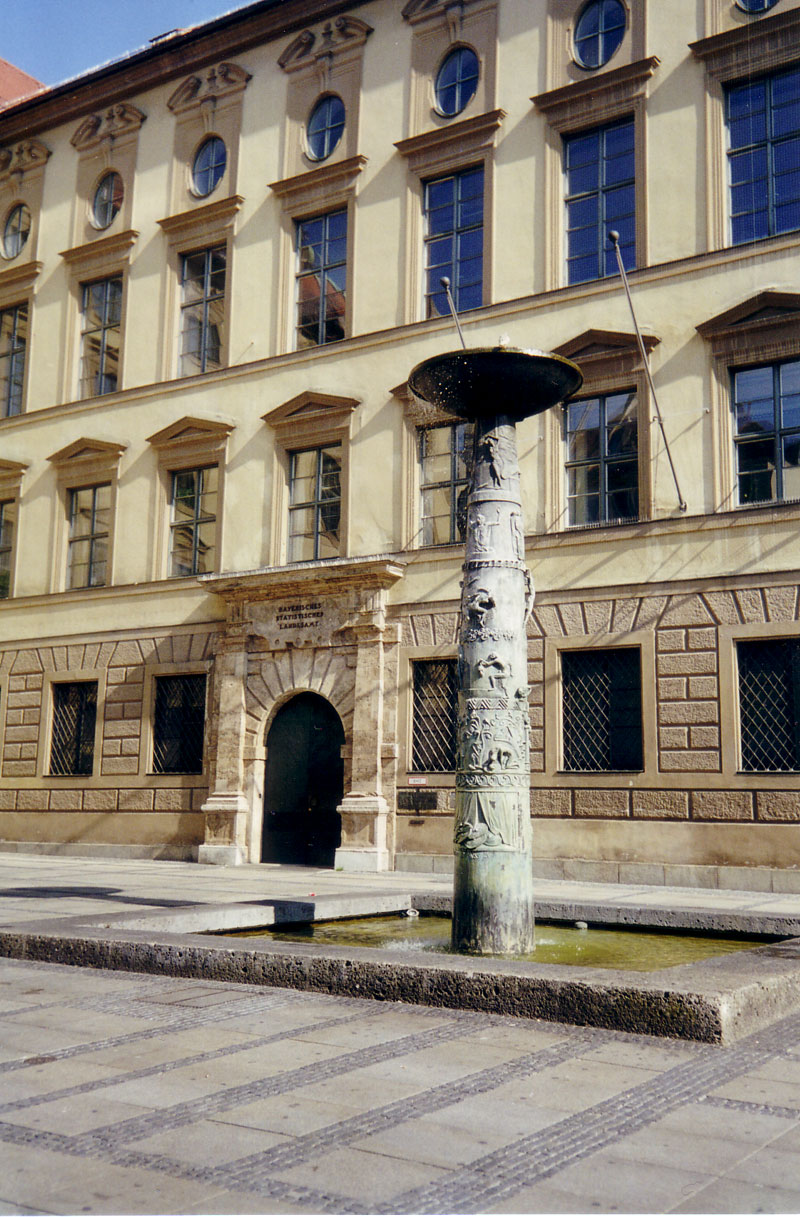
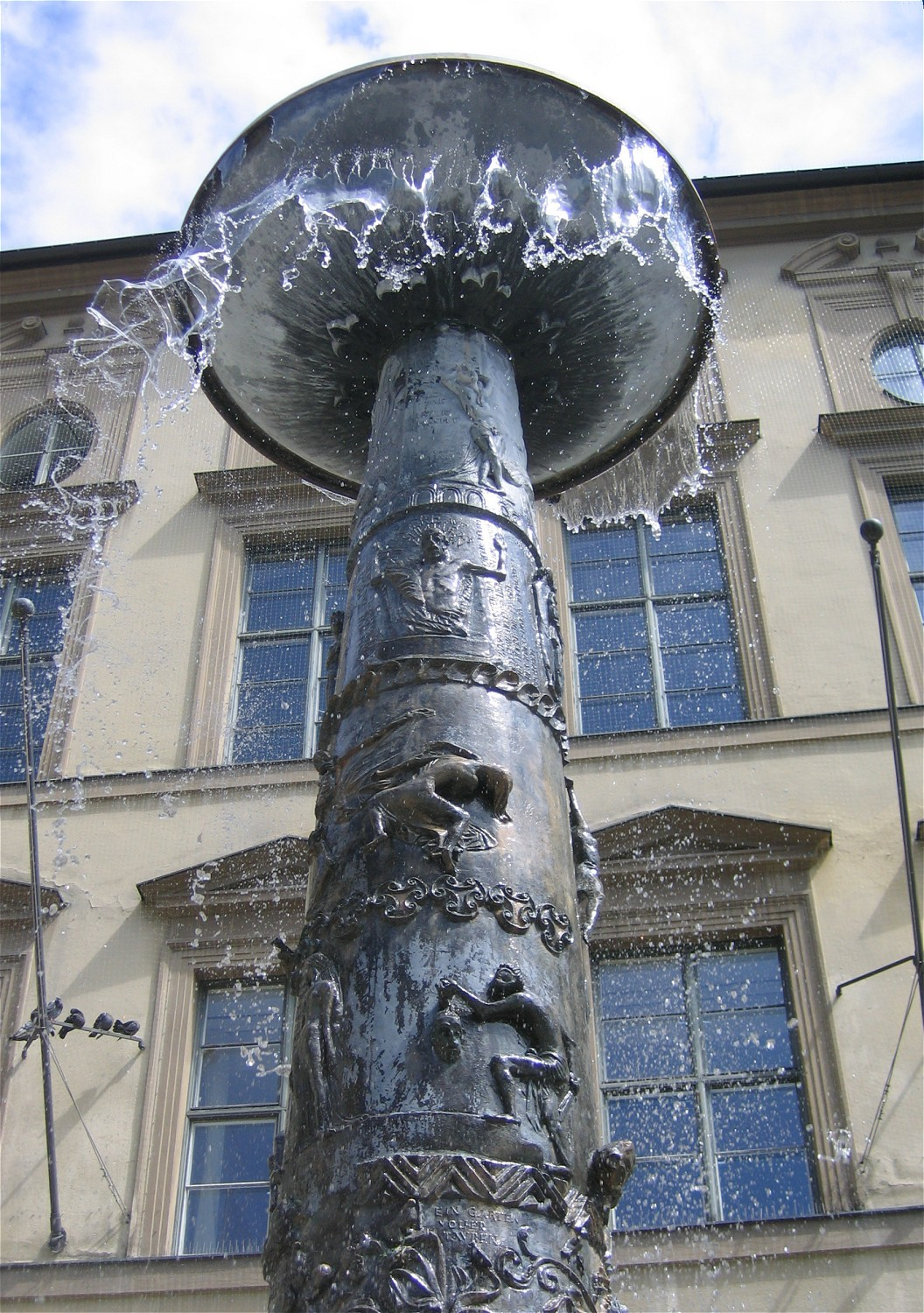